# Санаг
Санаг (сомал. Sanaag, араб. سناج‎) — провинция в северном Сомали. Её центр — город Эригабо.
Санаг имеет длинную береговую линию, выходящую на Аденский залив. На юге Санаг граничит с другой сомалийской провинцией Соль. Как единое целое провинция давно уже не существует. В настоящее время границы региона отличаются для административного деления государств, контролирующих части бывшего Санага: по административному делению Сомалиленда из состава Санага выведена западная часть, по административному делению Пунтленда от региона отделена восточная половина — Маахир. Центральная часть региона контролируется Сул-Санаг-Айном.

## Население
Население провинции составляет примерно 531 145 человек по оценке на 2007 год.

## Экономика
Большая часть населения провинции занята в животноводстве, и лишь ограниченное число жителей занимается фермерством, рыболовством, производством благовоний и коммерческой активностью.

## Округа
Согласно старой довоенной административной системе Сомалийской республики, Санаг был разделён на 5 округов:
- Бадан
- Сил-Афвайн
- Эригабо
- Дахар
- Ласкорай

Согласно современному административно-территориальному делению SSC Санааг делится на 12 округов:
- Округ Бадан (Badhan)
- Округ Бураан (Buraan)
- Округ Дахар (Dharar)
- Округ Ласкорай (Laasqorey)
- Округ Миндигал (Mindigale)
- Округ Фики-Фулие (Fiqi Fuliye)
- Округ Хабар-Широ (Xabar Shiiro)
- Округ Хабаш-Уакл (Xabasha Wacle)
- Округ Хадафтимо (Hadaaftimo)
- Округ Хингалол (Xingalool)
- Округ Эль-Бух (Ceelbuh)
- Округ Эригабо (Ceerigaabo)